# Sławomir Nowakowski
Sławomir Nowakowski (ur. 31 lipca 1942 w Grodnie) – polski polityk, działacz społeczny, poseł na Sejm II kadencji. W młodości lekkoatleta, mistrz i reprezentant Polski.

## Życiorys

### Kariera sportowa
Był złotym medalistą mistrzostw Polski w 1969 w sztafecie 4 × 400 m w barwach Gwardii Warszawa. Ponadto pięciokrotnie biegł w finałowym biegu mistrzostw na 400 m (1965–1969) oraz dwukrotnie w finałowym biegu sztafety 4 × 400 m (1965 i 1969).
W latach 1964–1968 osiem razy wystąpił w meczach reprezentacji Polski – w biegu na 400 m i sztafecie 4 × 400 m; w tym w półfinale i finale Pucharu Europy w 1965 (w obu przypadkach w sztafecie).
Jego rekord życiowy w biegu na 400 m wyniósł 47,2 s (19 czerwca 1966, Warszawa). Był zawodnikiem Gwardii Olsztyn i Gwardii Warszawa.

### Działalność społeczno-polityczna
Ukończył w 1979 studia na Wydziale Prawa i Administracji Uniwersytetu Warszawskiego.
Od 1993 do 1997 sprawował mandat posła na Sejm II kadencji. Został wybrany w Warszawie z listy Unii Pracy. Klub tej partii opuścił w trakcie kadencji, współtworząc koło poselskie (którego był przewodniczącym) i niewielkie ugrupowanie pod nazwą Nowa Demokracja. W 1997 nie ubiegał się o reelekcję.
Zajął się później działalnością w organizacjach pracodawców.